# Alcazaba Cadima
La Alcazaba Cadima (al-Qasba Qadima o Fortaleza Vieja) fue el núcleo urbano originario de la Granada musulmana, tras su refundación por Zawi ben Ziri, alrededor del año 1010. En ella se encontraba el palacio de los reyes ziríes, sobre el que se construiría posteriormente el complejo nazarí Dar al-Horra. 

## Descripción
Estaba situada en lo más alto del actual barrio del Albaicín, alrededor de las calles Aljibe de la Gitana, cuesta María de la Miel y callejón de San Cecilio, extendiéndose hasta la iglesia de San Nicolás.
Contenía dos barrios, Harat Alcazaba, al norte, y Rabat Almufadar, al sur. Disponía de, al menos, cuatro puertas de acceso, Bib Cieda (que subsiste hoy, como Puerta Nueva o Puerta de las Pesas, conocida por la ciudadanía granadina como Arco de las Pesas), Bib Caxtar y Bib Elbis, en el paño norte de la muralla, conectando con el arrabal del Albaicín, y Bib Albonud en el paño este. No se conoce ninguna puerta en sus paños sur y oeste, a pesar de lindar con los barrios más populosos de la ciudad.
Actualmente quedan en pie la mayor parte de los paños de muralla de su lado norte.